# Miles Joseph Berkeley
O reverendo Miles Joseph Berkeley (Biggin Hall, Northamptonshire, 1 de abril de 1803 — Sibbertoft, perto de Audle, Northamptonshire, 30 de julho de 1889) foi um botânico e clérigo britânico.

## Biografia
Filho de Charles Berkeley. Foi educado no Rugby School, obtendo o título de bacharel em artes no Christ's College, Cambridge, e o título de mestre em artes em 1828. Foi ordenado diácono em 1826 e padre em 1827. Foi cura na igreja de St. John em Margate de 1829 a 1833, depois em Apethorpe e em Wood Newton (Northamptonshire) de 1833 a 1868, e diácono de Rothwell, perto de Market Harborough, de 1853 a 1868, e finalmente vigário em Sibbertoft a partir de 1868.
Entusiasmado pela botânica dos líquens desde cedo tornou-se rapidamente a principal autoridade britânica sobre fungos e patologia das plantas. Colaborou com a Universidade de Londres de 1865 a 1870 e de 1873 a 1878. Foi membro da Sociedade Real de Horticultura, da Royal Society (em 1879), onde recebeu a medalha da Sociedade (Medalha Real) em 1863, da Sociedade Linneana de Londres e de outras sociedades científicas.
Foi especialmente famoso como um sistemático na micologia; cerca de 6000 espécies de fungos foram creditadas como descritas por ele. Seu trabalho "Introduction to Cryptogamic Botany", publicado em 1857, e seus escritos sobre Patologia Vegetal no "Gardener's Chronicle" de 1854 e anos posteriores demonstram que ele tinha um amplo domínio da fisiologia e da morfologia, segundo os entendidos da época.
Berkeley iniciou seu trabalho como naturalista e coletor estudando os moluscos e outros espécimes da zoologia, atestado pelos seus artigos no "Zoological Journal" e no "Magazine of Natural History", entre 1828 e 1836.
Como microscopista foi um pesquisador minucioso, como ficou demonstrado em numerosos desenhos de pequenas algas e fungos e nas suas admiráveis dessecações de musgos e Hepaticae. Suas pesquisas sobre a doença da batatas causada pelo "Phytophthora infestans", do míldio da uva causada pelo "Oidium tuckeri", dos fungos patogênicos que produzem várias enfermidades em repolhos, pêras, café, cebolas, tomates, etc. foram importantes para o conhecimento destes parasitas, numa época em que pouco se sabia deste assunto e, ainda, para o avanço notável do estudo destes organismos ,que foram efetuados entre 1850 e 1880. Quando se considera que este trabalho foi feito sem os dispositivos e o treinamento que existem atualmente nos laboratórios corretamente equipados, o significado do trabalho de Berkeley torna-se aparente.
Berkeley foi o fundador da micologia britânica, porém seu nome viverá na história da botânica em geral. Seu trabalho mais importante sobre os fungos britânicos está descrito na obra "British Flora" de Sir W. Hooker (1836) e nos seus trabalhos "Introduction to Cryptogamic Botany" ( 1857) e "Outlines of British Fungology" (1860). Seu magnífico herbário, atualmente conservado nos Jardins Botânicos Reais de Kew contém mais de 9.000 espécimes, enriquecido pelos seus manuscritos e numerosas ilustrações. Este material forma a mais importante coleção deste tipo do mundo.

## Obras
- (1833)- Gleanings of British Algae
- (1836) - English Botany, volume 5, parte 2, de James Edward Smith (1759-1828)
- (1837 – 1885) - “Notices of British fungi”
- (1838) - "On the fructification of the pileate and clavate tribes of hymenomycetous fungi" no “Annals of natural history” 1:2 pp. 81 – 101
- (1839) - "Description of exotic fungi in the collection of Sir W. J. Hooker, from memoirs and notes of J. F. Klotzsch, with additions and corrections" no “Annals of natural history” 3 pp. 325 – 401
- (1840) - "On the fructification of 99,Lycoperdon, 121,Phallus, and their allied genera" no “Annals of natural history” 4 pp. 155 – 159
- (1843) - "Notices of some Brazilian fungi" no “The London Journal of Botany” 2 pp. 629 – 643
- (1844 – 1856) - "Decades of Fungi" no “Journal of Botany”
- (1849) - com Jean Pierre Francois e Camille Montagne - "Centurie de plantes cellulaires exotiques nouvelles: 11.5" (Cem novas plantas exóticas não vasculares) no Annales des Sciences Naturelles ». Botânica (Annals of Natural History. Botanical series.) 3:11 pp. 235 – 256
- (1849 – 1850) com Moses Ashley Curtis - "Contributions to the mycology of North America" no “American Journal of Science and Arts”
- (1855 – 1860) - “The botany of the Antarctic voyage: Fungi”
- (1857) – “Introduction to Cryptogamic Botany” (H. Baillière, Londres)
- (1860) com Moses Ashley Curtis - "Characters of new fungi, collected in the North Pacific exploring expedition by Charles Wright" nas continuações da “National Academy of Arts and Sciences”, USA 4 pp. 111 – 130
- (1860) – “Outlines of British Fungology” (L. Reeve, Londres)
- (1863)- Handbook of British mosses comprising all that are known to be natives of the British Isles (L. Reeve, Londres)
- (1869) com Moses Ashley Curtis - "Fungi Cubenses" no “The Journal of the Linnean Society”. Botânica 10 pp. 280 – 392
- (1872 – 1876) - "Notices of North American Fungi" em Grevillea
- (1875) com Christopher Edmund Broome - "Enumeration of the fungi of ceylon" no “The Journal of the Linnean Society”. Botânica 14 pp. 29 – 140
- (1877) com Mordecai Cubitt Cooke - "The fungi of Brazil, including those collected by J. W. H. Trail... In 1874" no “The Journal of the Linnean Society”. Botânica 15 p. 363

## Referência
- Dörfelt, Heinrich e Heike Heklau (1998): Die Geschichte der Mykologie.
- Taylor, George (1970). "Berkeley, Miles Joseph". New York: Charles Scribner's Sons. 18-19.